# Delphinium henryi
Delphinium henryi är en ranunkelväxtart som beskrevs av Adrien René Franchet. Delphinium henryi ingår i släktet storriddarsporrar, och familjen ranunkelväxter. Inga underarter finns listade i Catalogue of Life.